# روبن بوش
روبن بوش (بالإنجليزية: Robin Bush)‏ هو مؤرخ بريطاني، ولد في 12 مارس 1943، وتوفي في 22 يونيو 2010.

## وصلات خارجية
- روبن بوش على موقع IMDb (الإنجليزية)
- روبن بوش على موقع قاعدة بيانات الفيلم (الإنجليزية)